# استنستد، سافک
استنستد (به انگلیسی: Stanstead) یک روستا و محله مدنی در بریتانیا است که در Babergh واقع شده‌است. استنستد ۳۱۹ نفر جمعیت دارد.